# ヴィッテル
ヴィッテル （Vittel）は、フランス、ヴォージュ県のコミューン。県都エピナルの西40kmにあり、小郡中心地である。地名の由来はローマ皇帝のヴィテリウスがこの地において泉の水を浴びたからとされる。
ローマ時代からの温泉地であるが、その名が有名になったのは19世紀半ばからである。1941年から1941年まで、ナチス・ドイツによって強制収容所が設置され、イギリス軍およびアメリカ軍の捕虜が収容された。1944年12月、ヴィッテルはフィリップ・ルクレール指揮の第2機甲師団によって解放された。
温泉と観光が経済の中心であり、この地でわき出るミネラルウォーターは、ヴィッテルのブランド名で1969年からネスレが世界で販売している。

## 姉妹都市
- バーデンヴァイラー、ドイツ